# Велике Кривинське
Велике Кри́винське (рос. Большое Кривинское) — присілок у складі Макушинського округу Курганської області, Росія. 
Населення — 21 особа (2010, 47 у 2002).
Національний склад станом на 2002 рік:
- росіяни — 98 %